# Denis Dorožkin
Denis Igorevič Dorožkin (in russo Денис Игоревич Дорожкин?; Volgograd, 8 giugno 1987) è un ex calciatore russo, di ruolo attaccante.

## Carriera
Ha giocato nella massima serie dei campionati russo ed armeno.